# Käthe Kamke
Katharine (Käthe) Louise Kamke, född 25 juli 1887 i Hofheim, Tyskland, död 31 juli 1962 i Baden-Baden, Tyskland, var en tysk-svensk målare.
Hon var dotter till bryggeriägaren Georg Kyritz och Luise Becker och från 1911 gift med Ivar Kamke. Hon var mor till Gunvor Friman. Kamke studerade konst i Frankfurt 1905–1906, i Dachau 1909–1910 och vid konstakademien i München 1909–1911 samt under studieresor till Italien, Algeriet, Spanien och England. Hon medverkade i samlingsutställningar i Frankfurt 1905–1906 och i Florens 1931. I Sverige ställde hon ut med Sveriges allmänna konstförening. Hennes konst består av blomsterstilleben, porträtt, landskap med eller utan figurmotiv,pittoreska landskap och religiösa motiv i olja, oljetempera, akvarell och pastell. Hon och hennes man bodde 1915–1923 i den villa som ritats av Carl Westman åt skulptören John Börjeson. Makarna Kamke är begravda på Norra begravningsplatsen utanför Stockholm.